# Paula Radcliffe
Paula Radcliffe, MBE (Davenham, Cheshire, Anglaterra, 17 de desembre de 1973) és una atleta britànica, especialista en proves de fons. És campiona del món de marató i explusmarquista mundial de la distància amb un registre de 2h15:25, des de 2003 fins 2019, quan fou batut en més d'un minut per Brigid Kosgei.

## Millors marques
- 1.500 metres - 4:05,37
- 3.000 metres - 8:22,20
- 5.000 metres - 14:29,11
- 10.000 metres - 30:01,09 (Rècord d'Europa)
- Marató - 2h 15:25 (Rècord del món entre 2003 i 2019)